# Oenoptila egeria
Oenoptila egeria là một loài bướm đêm trong họ Geometridae.